# Kinkouji
Espèce
Kinkouji, Kinkoji ou  Kinkoshi (Citrus obovoidea) est un agrume cultivé au Japon et en Corée. Le fruit est gros et doux. Il est réputé avoir une bonne résistance au froid.

## Dénomination
R. Cottin (2002) donne comme synonymes: Marumera, Marumero. Il s'agit d'un nom local donné en Corée 마르메르 (maleumeleu), 마르멜로 (maleumello). En coréen, le nom usuel est 금감자 (geumgamja) Kumkamja, avec 금 (geum) l'or et 감자 (gamja) pomme de terre: littéralement patate d'or.
En japonaisきんこうじ (Kin kōji) avec également きん (Kin) l'or et koji comme la mandarine koji (C. leiocarpa). En chinois 金柑子, 百寿柑 (Jīngān zi, bǎi shòu gān).
En anglais (au Texas), Bloomsweet grapefruit, (bien qu'il n'est pas un grapefruit mais un x C. maxima). Il est introduit en Californie en 1963 comme porte-greffe résistant au froid.
Citrus obovoidea Ikuro Takahashi; Kankitsu: 84 (1931) est souvent donné comme synonyme de pamplemoussier (on trouve aussi Citrus obovoidea hort. ex Tanaka. 1935) alors qu'il est un hybride. Cottin écrit Citrus maxima (Burm.) Merr. ? x Citrus reticulata Blanco ?.
Ne pas confondre avec le kumquat Changshou ou  Fukushu Fortunella obovata Hort. ex Tan.

## Histoire
D'après les sources japonaises, il aurait été cultivé à l'époque Edo. Il est cultivé à petite échelle à Kyushu en particulier à Tokunoshima, préfecture de Kagoshima, l'Encyclopédie japonaise des fruits ne le mentionne pas.

## Phylogénie

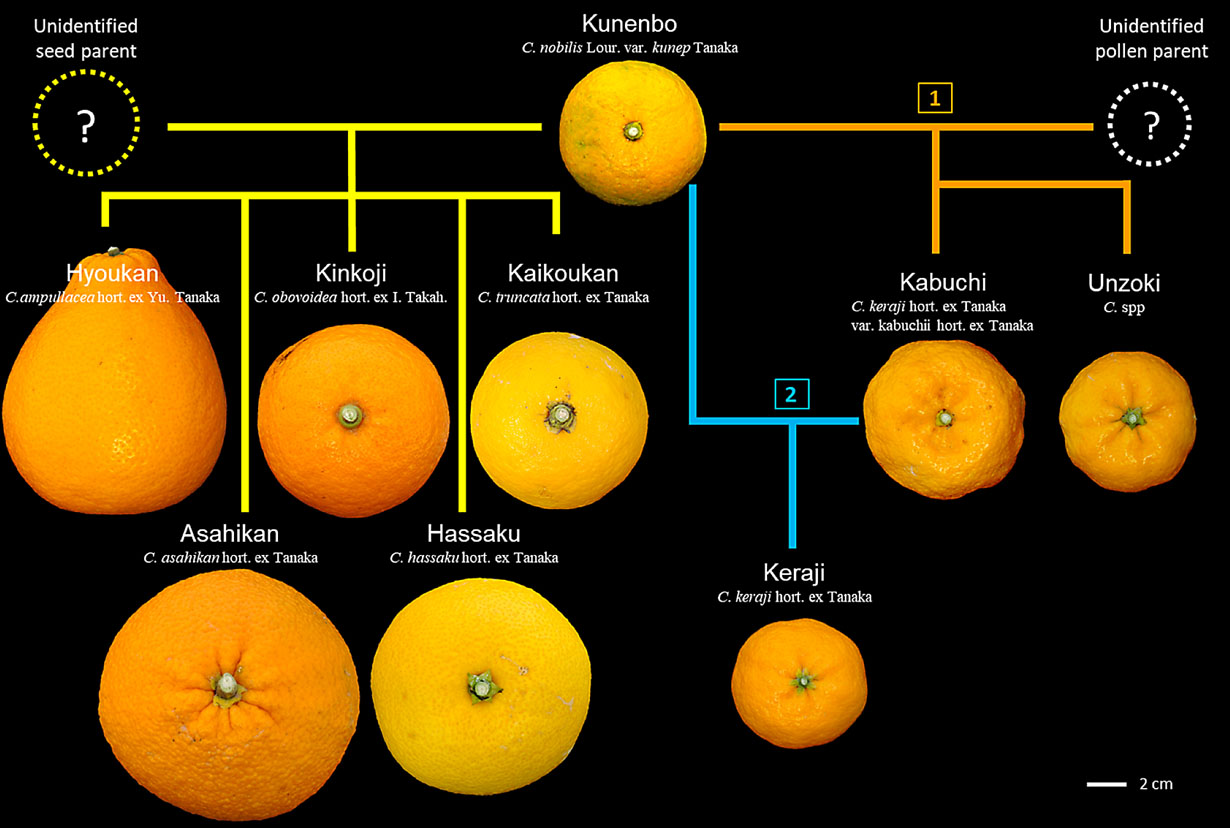
Sur cette phylogénie de kinkoji donnée par Shimizu la proximité avec Iyoukan, kaikoukan, asahikan et hassaku, est mise en évidence.

### Ascendance
Shimizu et al. (2016) ont démêlé la phylogénie des C. reticulata var Kunenbo et les ont séparées en 4 types, dont le type A aurait, selon le score du test de partage d'allèles et leurs cytotypes, donné naissance à une descendance de 7 cultivars présents dans la population d'agrumes japonais de leur étude dont Kinkoji aux côtés de Asahikan, hassaku, Iyoukan, kaikoukan, kawabata et unzoki. Le parent femelle est membre du cytotypes 04 (des mêmes auteurs) des pamplemoussiers C. maxima (ce cytotype 04 contient de nombreux buntan dont Hirado buntan, Bampeiu, etc. et intervient fréquemment dans les phylogénies japonaises).
En 2022, Shimizu écrit «cinq cultivars présentent des caractéristiques semblables à celles du pamplemousse, une grande taille de fruit, un péricarpe épais et une texture de chair semblable à celle du pamplemousse. Iyoukan, Kinkoji et Asahikan sont orange, semblables à la mandarine ou au Kunenbo, et toute la pulpe orange à l'exception de Kaikoukan».

### Descendance
- Kinkoji unshiu (satsuma kinkoji) Citrus neo-aurantium. Extérieurement l'aspect d'un pamplemousse (C. maxima): peau jaune granuleuse et piriforme et intérieurement celui d'une mandarine satsuma, couleur orange lumineux, très juteux; saveur agréable douce, peu acide[17].

## Description
Une description de l'accession 117361 est disponible sur le site du NARO (banque génétique). Le fruit est gros pour une satsuma (environ 300 g) et petit pour un pamplemousse, il a 10 à 15 graines, il est d'un diamètre moyen de 8,5 cm, avec un péricarpe de 0,5 à 0,6 cm d'épaisseur et ressemble à hassaku. La maturité est novembre-décembre.
La saveur est sucrée, florale et subtilement fruitée, la pulpe du fruit est consommée, on en fait du jus et la peau est mise dans le bain chaud pour prévenir les rhumes.

### Porte-greffe
La température optimale de germination des graines et 35 °C. Une étude turque (2010) a montré qu'il est un bon porte-greffe pour le citron Santa Teresa (fruit gros, juteux, avec une bonne acidité). Sa rusticité serait −10 °C.

### Huile essentielle
L'H.E. est principalement et classiquement composée de limonène (89 %) et le γ-terpinène (5,5 %), elle a montré (2007) une activité antibactérienne et anti-inflammatoire. M. Sawamura (2011) mentionne l'H.E. dans grapefruit et en donne une analyse détaillée (table 3.13 ref. KIN), le sesquiterpénoide nookatone responsable du parfum des grapefruits est mentionné à l'état de trace, le linalol est quasi absent en revanche germacrène-D et myrcène sont significativement présents.